# Kraaiveld
Landgoed Kraaiveld is een landgoed in ontwikkeling tussen Sleeuwijk en Oudendijk. Het is vernoemd naar een aldaar gelegen voormalig historisch landgoed van dezelfde naam.

## Geschiedenis
De gebiedsnaam werd voor het eerst vermeld in 1358 als Crayenvelt, later ook onder meer als Kraye Veld gespeld. Gedurende de 15e en 16e eeuw brak de Merwededijk regelmatig door en ontstond hier het Krayeveldse Wiel. Omstreeks 1700 bevond zich hier ten zuiden van een landgoedcomplex met een landhuis (Slot Kraaiveld), een formele tuin, lanen en een zichtlijn naar de kerk van Woudrichem. Voorts was er de Roefsche Laan die het slot verbond met boerderij De Roef. Het landgoed mat 72 ha.
In 1872 sloeg de bliksem in het landhuis waardoor het gedeeltelijk afbrandde. Het werd herbouwd in het daaropvolgende jaar.
Het landgoed werd bewoond door het Woudrichemse geslacht Hanedoes. De laatste telg uit dit geslacht was Louwrens Hanedoes (Kraaiveld, 14 juli 1822 -  aldaar, 9 februari 1905). Hij stierf ongehuwd en zijn erven boden het landgoed ter verkoop aan. De verkoopacte meldde onder meer de aanwezigheid van fruitbomen, een berceau, een vijver met fontein, moestuinen en een tuinmanswoning. De nieuwe eigenaar heeft er echter nooit gewoond, doch liet na 1912 de bomen rooien en in 1928 de gebouwen afbreken. Omstreeks 1935 werd op de plaats van het slot, aan de huidige Jan Spieringweg, de hoeve Kraaiveld gebouwd.
In het zuiden van het gebied zijn nog enkele overblijfselen van de Nieuwe Hollandse Waterlinie aanwezig, zoals een aantal groepsschuilplaatsen (betonnen bunkers) langs De Roef.

## Landgoedontwikkeling
Het initiatief tot landgoedontwikkeling in dit gebied stamt uit 2001 en werd gedragen door een aantal landbouwers. Er zal loofbos en bloemrijk grasland worden aangelegd, alsmede een aantal lanen. Op de plaats van het vroegere slot komen landhuizen. De hoofdverdedigingslijn van de Nieuwe Hollandse Waterlinie wordt niet gereconstrueerd maar wél zichtbaar gemaakt door de aanleg van een waterpartij waarbij de groepsschuilplaatsen een rol spelen. 33 ha landbouwgrond wordt omgezet in nieuwe natuur. Ook worden er wandelpaden aangelegd.

## Externe bron
- Inrichtingsplan Kraaiveld[dode link]
- Landgoed Kraaiveld